# Bandiera bielorussa bianco-rosso-bianco
La bandiera bianco-rosso-bianco è uno dei simboli nazionali dei bielorussi.